# Ајнзиделнска опатија
47° 07′ 36″ N 08° 45′ 5.3″ E / 47.12667° С; 8.751472° И
Ајнзиделнска опатија бенедиктински манастир у граду Ајнзиделну у кантону Швиц, Швајцарска. Опатија је посвећена испосничкој Госпи, потиче још од околности у којима је заснован, јер први становник региона био је Свети Меинрад, испосник другим речима, пустињак. То је територијална опатија па према томе није део Бискупије, којом је управљао Бискуп. То је била главна тачка на коме се одмарало кад се путовало ка Сантјагу.

## Историја
Меинрад се школовао и био у опатијској школи на острву Рајхенау у склопу Боденског језера и посредством његових сродника, Abbots Hatto-а и Erlebald-а, замонашио и постављен за свештеника. После неколико година на Рајхенау острву, а у основној одлуци манастира на Циришком језеру, пригрлио световни живот и након тога основао своју испосницу на падинама Етзел планине. Умро је 21.-ог Јануара 861. године, од руке двојице пљачкаша који су мислили да у испостави има драгоценог блага, али наредних 80 година прављена је ситација као да ту никад није били ни једног испосника. Један од каснијих испосника, по имену Еберхард, раније старешина у Стразбуру, подигао је један манастир и цркву, где је он био први игуман касније.
Године 965., Грегорије, трећи игуман Ајнзиделна, био је постао кнез Светог римског царства проглашен од стране цара Отона I, и његови наследници су уживали то достојанство све до пропасти империје на почетку XIX века. 1274. године опатија, која није била независна до тада, постаје независна кнежевина од стране Рудолфа I Хабзбуршког, где је игуман имао извршну али и духовну надлежност. Кнежевина је била независна све до 1798. године кад је на њу извршена инвазија од стране Француске. Од тада опатија нема никаквих ауторитета и њен игуман је имао квази-епископску власт на територији где је био подигнут манастир.
Ајнзиделн је био познат око хиљаду година по учености и просвећености својих монаха, а многи свеци и ученици су живели унутар зидова манастира. Студије писама, штампање и музика су у великој мери цветале у Ајнзиделн-у а сама опатија је умногоме допринела слави бенедиктанског реда. Тачно је да се дисциплина смањила негде половином XV века и владавина је била блага, али Лудовикус други, монах Светог Гала, који је био игуман Ајнзиделна од 1526. до 1544. године успео да обнови кнежевину по питању власти.
У XVI веку религиозни немири, изазвани ширењем протестантске реформације у Швајцарској, су били главни извори невоља неко време. Улрих Цвингли је неко време боравио у Ајнзиделну, и искористио је прилику да протестује против познатих ходочасника, али сва та олуја око протестантске реформе је прошла и он је отишао мирно. Игуман Августин I (1600-1629) је био вођа покрета који је довео до издизања Швајцарске заједнице бенедиктанског реда 1602. године, и он је такође много учинио у подизању дисциплине у опатији и за промовисање високог стандарда учености монаха.
Ходочасници, поменути у претходном тексту, имали су тенденцију још од Светог Меинрада да од Ајнзиделна направе ривала чак и Риму, Светој Лоретовој Кући и Сантијаго де Компостели који служе као главне зауставне тачке на путу за Сантијаго. Упражњавање ходочасништва је једна од карактеристика ове опатије. Број ходочасника достиже око један милион из свих делова католичке Европе па и изван ње. Статуа Богородице из XV века, постављене у једној малој капелици коју је подигао Еберхард, је главни предмет њихове оданости. Ова капела се налази у оквиру велике опатијске цркве, скоро на исти начин као у Светој Лоретовој Кући, урађена у мермеру богато украшена.
Основни дани за ходочашће су били 14. септембар и 13. октобар, некадашње годишњице освештања Еберхардове базилике а други датум је годишњица преношења мошти светог Меинрада са острва Рајхенау у Ајнзиделн 1039. године. Миленијум светог Меинрада је одржан са великим сјајем 1861. исто као и за Бенедиктански манастир 1834. године. Велика црква је много пута била обнављана, последњег пута од стране игумана Мауруса негде између 1704. и 1719. године. Последња велика реновација се завршила после 20 година 1997. године. Библиотека саджи скоро око 250.000 томова књига и многе непроцењиве рукописе. Задужења монаха су првенствено била молитва, мануални рад и учење. У време ходочасништва број исповедања је далеко већи него у време кад није ходочашће.
Године 2013. заједница је бројала свега 60 монаха. У склопу опатије је и богословија и колеџ који прима око 360 ученика којима делимично предају монаси, који им исто тако дају духовни правац за 6 састанака са часним сестрама.

## Проширење у Америку
Када се манастир поново суочио са сузбијањем својих активности 1854, послати су колонисти у САД из Ајнзиделн-а да их прими министар локалног немачког говорног подручја тамо и да развију место где могу да се склоне, ако то буде затребало. Из надбискупије светог Меинрада је основан први огранак Светог Меинрада у Индијани , 1881. године у склопу Швајцарско-Америчке заједнице, коју у 2013.ј чине 14 манастира од Канаде на цеверу па до Гватамале, од којих су 10 директно основане од стране Ајнзиделнске опатије. У јесен 1887. године, Ајнзиделн је послао још 8 искушеника и једног искусног монаха у Сабијако у Арканзасу. Отац Gall D'Aujourd'hui се сматра саоснивачем Опатије и Академије у Субијакоу. Мартин Верлен, 58.-и игуман Ајнзиделна је изабран 2001. године. Након одређеног времена у служби, његова оставка је прихваћена од стране Папе Франциска у петак 4. октобра 2013. године. Наследник тек треба да буде одређен од стране Свете столце.

## Школа
Један од опатијских апостолата је школа (Универзитет) за разреде од седмог до дванаестог и која постоји од 1848. у садашњем облику. То предствља наставак традиције едуковања која датира још из времена раног средњег века. У карактеристичне студенте ове школе спадају и Гал Морел, Франц Фасбинд, Филип Етер, Ханс Хурлиман и његови син Томас Хурлиман, Бруно Фрик и Анатоле Таубман.

## Фахр опатија
Смештена је у засебним кантонима, Ајнзиделнкој опатији и Фахр опатији, и ово је креирано од стране Бенедиктанскин часних сестара као дупли манастир и који су били под контролом опатије у Ајнзиделну.

## Занимљивости
- Опатијска библиотека има у својој колекцији "Versus de scachis", прво поимање шаха у западној литератури.[3]